# Отвъд хоризонта
„Отвъд хоризонта“ е български игрален филм (драма) от 1959 година на режисьора Захари Жандов, по сценарий на Павел Вежинов. Оператор е Васил Холиолчев. Художник – Тодор Панайотов. Музиката във филма е композирана от Константин Илиев.

## Сюжет
В Испания бушува Гражданска война. Трима българи – Стефан, Добри и Кръстан, решават да избягат в Съветския съюз и оттам да заминат за Испания. На едно черноморско пристанище наемат моторната лодка на Марин и помощника му Дафин, които не подозират истинските намерения на пътниците. В открито море се разиграва дълбока човешка драма. Марин очаква дете и трябва на всяка цена да се върне. Той предлага да го свалят на брега и да намери храна и бензин за дългото плаване. Дафин иска да тръгне с тях. След като е снабдил своите нови познати с всичко необходимо, Марин се връща у дома си при новороденото, но там го чака полиция.

## Актьорски състав
- Стефан Петров – Марин
- Богомил Симеонов – Стефан
- Иван Кондов – Добри
- Любомир Киселички – Кръстан
- Николай Мандулов – Дафин

В епизодите:
- Елена Хранова – възрастната жена
- Донка Шаралиева – жената на Марин
- Християн Русинов
- Димитър Миланов
- Валентина Арнаудова – жената на Стефан
- Жарко Павлович
- Петър Слабаков – помощник-капитанът на турската гемия
- Васил Мирчовски
- Алеко Минчев
- Любен Стоилов

и др.